# Azték naptár
A közép-amerikai civilizációk jellegzetessége és praktikuma, hogy különböző célokra különböző naptárakat dolgoztak ki. Ezekből az aztékoknál a három legfontosabb a rituális naptár, az éves naptár és az 52 éves körnaptár. Az azték naptár másik megnevezése: azték napkő.
A naptár ismeretét a nemesség gyermekeit tanító kalmekak nevű iskolákban külön tanították.

## Története
Az aztékok által használt megnevezés cuauhxicalli volt (jelentése: „a sas medencéje”). Az eredeti azték naptárat egy 22 tonnás bazalt lapba vésték be, amit 1790-ben találtak meg a mai Mexikóváros főtere, a mai Plaza de la Constitución alatt. A vésett lap jelenleg a Mexikóvárosban lévő Chapultepec Parkban található National Museum of Anthropology and History-ban van.

### Azték rituális naptár(tonalpovajli)
Tonalpovajli (a napok számlálása): Ez a naptár – nevéből adódóan – az azték rítusok időpontjának meghatározására szolgált elsősorban, de rituális jellegénél fogva egyfajta horoszkóp jelleget is kapott. Két ciklus összekapcsolódásából jött létre, amelyből az egyik 13 napos, a másik 20 napos periódus. A két szám egymáshoz való viszonyából következően (legkisebb közös többszörösük a szorzatuk) egy 260 napos naptár jött létre ilyen módon. 20 folytatólagosan következő napnév mellé egy szám is társult (1-13-ig). Minden napnévhez patrónus-isten is társult, a 13 számozott naphoz pedig 13 isten, a nap urai társultak, valamint 13 szent madár és 9 további isten, melyeket az éjszaka urai néven neveztek. A 13 napos ciklus neve spanyolul trecena, a 20 naposé veintena.
A napok kezdete a reggel (a Nap születése).
A 20 azték nap neve:
- Szipaktli – aligátor
- Ehekatl – szél
- Kalji – ház
- Kvetzpaljin – gyík
- Koatl – kígyó
- Mikiztli – halál
- Mazatl – őz
- Tocstli – nyúl
- Atl – víz
- Itzkvintli – kutya
- Ozomatli – majom
- Malinalji – fű
- Acatl – nád
- Oszelotl – jaguár
- Kvauhtli – sas
- Kozkakvauhtli – keselyű
- Oljin – mozgás
- Tekpatl – kovakés
- Kiavitl – eső
- Socsitl – virág

### Azték éves naptár(siupovajli)
Siupovajli (az évek számlálása): Az azték éves naptár szoláris, 365 napos évből állt. Az év neve siuitl, 18 részre osztották, a húsznapos hónapok (meztli vagy meztlapovaliztli) 360 napot adtak ki, a maradék öt, a nemontemi napok a naptáron kívüli, szerencsétlen napok voltak. A hónapot 4, egyenként ötnapos ciklusra tagolták. A napév hosszát pontosan ismerték, azonban nem tudjuk, hogy a negyednapos többlet kérdését hogyan oldották meg. Fray Bernardino de Sahagún szerint négyévente nem öt, hanem hat nemontemi nap volt, ami azonos a mi szökőévünk megoldásával.
| Sorszám | Hónapnevek                                   | Jelentés                                                    | Kapcsolódó istenség                                                   | Aera vulgaris megfelelő      | Kapcsolódó szertartások                                                                   |  |
| ------- | -------------------------------------------- | ----------------------------------------------------------- | --------------------------------------------------------------------- | ---------------------------- | ----------------------------------------------------------------------------------------- |  |
| 1.      | Atlkavalko (vagy Kvavitleva, Silomanaliztli) | Vizek megszűnése (Fák állítása / Zöld kukorica felajánlása) | Tlalok, Csalcsiutlikve, Csikomekoatl, Silonen, Ketzalkoatl            | február 14 – március 5.      | Póznaállítás a templomokban, gyermekáldozatok a kukoricaisteneknek                        |  |
| 2.      | Tlakasipevaliztli                            | Emberek megnyúzása                                          | Sipe Totek                                                            | március 6-25.                | szíváldozat, gladiátor-áldozat                                                            |  |
| 3.      | Tozoztonli (vagy Socsimanaloja)              | Virrasztás (Virágáldozat)                                   | Tlalok, Csalcsiutlikve, Koatlikve, Kojolsauki, Szentzon Viznava       | március 26 – április 14.     | Virágáldozat, növényültetés, esővarázsló gyermekáldozat                                   |  |
| 4.      | Vej tozoztli                                 | Hosszú virrasztás                                           | Szinteotl, Tlalok, Csalcsiutlikve, Csikomekoatl, Ketzalkoatl, Silonen | április 15 – május 4.        | Szüzek felvonulása, gyermekáldozatok a Tlalok-hegyen és a Tetzkoko-tóban                  |  |
| 5.      | Toskatl                                      | Aszály                                                      | Tezkatlipoka, Vitzilopocstli, Miskoatl                                | május 5 – 22.                | Tezkatlipoka megszemélyesítőjének feláldozása                                             |  |
| 6.      | Etzalkvaliztli                               | Gabona felfalása                                            | Tlalok, Csalcsiutlikve, Ketzalkoatl                                   | májusm 23 – június 13.       | Kukoricaszár-tánc, böjt                                                                   |  |
| 7.      | Tekvilvitontli                               | Az urak ünnepe                                              | Vistoszivatl, Socsipilji                                              | június 14 – július 3.        | Uralkodói tánc, közrendűek megvendégelése a nemesség körében                              |  |
| 8.      | Vej tekvilvitontli                           | Az urak nagy ünnepe                                         | Silonen, Szivakoatl                                                   | július 4 – 23.               | Zsenge kukorica ünnepe, nőáldozat, közrendűek ismételt megvendégelése                     |  |
| 9.      | Mikkailvitontli (vagy Tlasocsimako)          | Halottak ünnepe (Virágok születése)                         | Vitzilopocstli, Tezkatlipoka, Ősök                                    | július 24 – augusztus 12.    | Felajánlások, lakomák, táncok, emberáldozat Vitzilopocstlinak                             |  |
| 10.     | Vej mikkailvitontli (vagy Sokotl vetzi)      | Halottak nagy ünnepe (Gyümölcshullás)                       | Siutekutli, Veveteotl, Jakatekutli, Ősök                              | augusztus 13 – szeptember 1. | Tűzáldozat, póznamászó verseny                                                            |  |
| 11.     | Ocspaniztli                                  | Az út felsöprése                                            | Toszi, Tlazolteotl, Teteoinnan, Koatlikve, Szinteotl, Csikomekoatl    | szeptember 2 – 21.           | Aratási ünnepek, takarítás, javítás, hadijelvények kiosztása a harci szezon közeledtével  |  |
| 12.     | Pacstontli (vagy Teutleko)                   | Spanyol moha (Istenek érkezése)                             | Az összes visszaérkezett isten                                        | szeptember 22 – október 11.  | Ételáldozat, lakomák, tánc                                                                |  |
| 13.     | Vej pacstli (vagy Tepeilvitl)                | Nagy spanyol moha (Hegyek ünnepe)                           | Tlalok, Tlaloke, Tepiktotan, Oktli                                    | október 11 – 31.             | Hegyi szentélyekbe vitt felajánlások                                                      |  |
| 14.     | Kecsolji                                     | Arapapagáj                                                  | Miskoatl                                                              | november 1 – 20.             | Halott harcosok tisztelete, vadász-szertartások, hadifoglyok feláldozása, fegyverkészítés |  |
| 15.     | Panketzaliztli                               | Zászlók magasba emelése                                     | Vitzilopocstli, Tezkatlipoka                                          | november 21 – december 10.   | Rituális színjáték, hadifoglyok feláldozása, felvonulás                                   |  |
| 16.     | Atemoztli                                    | Víz leereszkedése                                           | Esőistenek hegyei                                                     | december 11 – 30.            | Hegyeknek bemutatott szertartások                                                         |  |
| 17.     | Titil                                        | Nyújtózás                                                   | Ilamatekutli, Szivakoatl, Tonantzin, Jakatekutli                      | december 31 – január 19.     | Lakoma, rabszolgaáldozat, tánc                                                            |  |
| 18.     | Izkalji (vagy Vaukiltamalkvaliztli           | Sarjadás (Tamale fogyasztása)                               | Siutekutli, Tlalok, Csalcsiutlikve                                    | január 20 – február 8.       | Állatáldozat, szertartásos füllyukasztás                                                  |  |

Azték istenekről lásd még: Aztékok

### Azték körnaptár (Nagyciklus,siumolpilji)
Siumolpilji (évköteg): A harmadik azték naptár az első kettő kombinációja, a 18 980 napból, azaz ~52 évből álló periódus a nagy körnaptár. Ebben minden nap egyedi jelzést kapott, és a kettős rendszerű napmegnevezések 52 évenként ismétlődtek. Ebből ered az azték kormeghatározás egyik nagy problémája: mivel az aztékok az 52 éves ciklusokat nem számozták, a datálásként alkalmazott napmegjelölések nem helyezhetők el pontosan a kronológiában.